# 15006 Samcristoforetti
15006 Samcristoforetti eller 1998 DZ32 är en asteroid i huvudbältet som upptäcktes den 15 augusti 1998 av de båda italienska astronomerna Giuseppe Forti och Maura Tombelli vid Cima Ekar-observatoriet. Den är uppkallad efter den italienska astronauten Samantha Cristoforetti.
Asteroiden har en diameter på ungefär 5 kilometer.